# Floridai fogasponty
A Floridai fogasponty (Jordanella floridae) a fogaspontyfélék családjába tartozó, Közép-Amerikában őshonos édesvízi halfaj.

## Elterjedése
A floridai fogasponty Florida és Észak-Mexikó állóvizeinek lakója. A vízi növényekben gazdag tavakban fordul elő.

## Megjelenése, szaporodása
Színpompás halfaj, alapszíne olajzöld, melyen vörös és kék-zöld pontsorok vannak (mintázata az Amerikai Egyesült Államok zászlójára emlékeztet). Az ikrás színe fakóbb, hátúszójának végénél egy fekete folt van. Átlagos hosszúsága 7 - 7,5 cm.
A floridai fogasponty szabadon ikrázik, természetes élőhelyén a talaj mélyedéseibe rakja ikráit, de akváriumban már többször megfigyelték, hogy a növényzet sűrűjében is ikrázik.

## Akváriumi tartása
Akváriumban tartása mérsékelten könnyű, 24 C körüli hőmérsékletű vízben érzi jól magát, de nyáron akár a szabadban is tartható. Mindenevő, az algákat is elfogyasztja.
Habár más halfajokkal is együtt tartható, a hímek erőteljesen rivalizálnak egymással, ezért célszerű egy akváriumban egyszerre csak egy hímet tartani.